# Ajuda per entendre la Bíblia
Ajuda per entendra la Bíblia, o en anglès Aid to Bible Understanding va ser la primera enciclopèdia bíblica dels Testimonis de Jehovà, publicada per la societat Watch Tower en una primera edició incompletl'any 1969, i en la seva edició completa l'any 1971 en castellà es va publicar sota el nom de Perspicacia para comprender las Escrituras.

## Contingut
El primer volum de 544 pàgines contenia articles sobre temes bíblics en ordre alfabètic des d'Aaron fins a Èxode. L'edició completa de 1.696 pàgines contenia referències d'articles sobre més de 4000 temes. A més portava mapes de color al final del llibre i algunes fulles d'il·lustracions en blanc i negre en el text principal.
La investigació i l'escriptura d'aquest llibre va portar als autors a noves interpretacions dels textos de la Bíblia i sembla haver estat un catalitzador per als Testimonis de Jehovà per ajustar la seva doctrina després de la seva publicació.

## Autor
Oficialment, l'enciclopèdia és d'autor anònim, escrit i editat per la societat Watch Tower, encara que l'organització afirma que més de "250 investigadors van contribuir a la seva tasca".
Raymond Franz, ex membre del Consell d'Administració, va afirmar ser un dels investigadors, i afegeix que Nathan Homer Knorr, president de la societat en aquells moments, va nomenar Lyman Swingle, Edward Dunlap, juntament amb Raymond Franz, com els principals autors.